# Murayama (Yamagata)
Murayama (村山市 Murayama-shi?) es una ciudad localizada en la prefectura de Yamagata, Japón. En octubre de 2018 tenía una población de 23.496 habitantes y una densidad de población de 119 personas por km². Su área total es de 196,98 km².

## Geografía

### Municipios circundantes
- Prefectura de Yamagata
  - Sagae
  - Higashine
  - Obanazawa
  - Kahoku
  - Ōishida
  - Ōkura
  - Funagata

## Demografía
Según datos del censo japonés, la población de Murayama ha disminuido en los últimos años.
| Año del censo | Población |
| ------------- | --------- |
| 1995          | 30.506    |
| 2000          | 29.586    |
| 2005          | 28.192    |
| 2010          | 26.811    |
| 2015          | 24.684    |